# آورو ۵۰۰
آورو ۵۰۰ (به انگلیسی: Avro 500)، آورو تایپ ئی(به انگلیسی: Avro Type E) و آورو تایپ ۵۰۲(به انگلیسی: Avro Type 502) خانواده‌ای از نخستین هواپیماهای نظامی بریتانیا بود و نخستین طراحی موفق شرکت الیوت وردون رو بود. این هواپیما پیش درآمد آورو ۵۰۴، یکی از برجسته‌ترین هواپیماهای جنگ جهانی اول، بود.

## ساخت
هواپیمای دوباله تایپ ئی تقریباً به موازات هواپیمای آورو دویگان ساخته شد. تایپ ئی کمی از دویگان بزرگتر بود و دارای موتور نیرومندتر (۶۰ اسب بخار) ئی.ان.وی بود که با آب خنک می‌شد.
این هواپیما برای نخستین بار در ۳ مه ۱۹۱۲ با خلبانی ویلفرد پارک به پرواز درآمد. این هواپیما نتوانست انتظارات سازنده را در زمینهٔ سرعت و نرخ اوجگیری برآورده کند، ولی از جهات دیگر بسیار عالی بود. از آنجایی که برخی انتظارات رو را برآورده نکرد یک نمونهٔ دوم با موتور سبکتر ۵۰ اسب بخار گنوم که با هوا خنک می‌شد ساخته شد. این نمونه برای نخستین بار در تاریخ ۸ مه ۱۹۱۲ پرواز کرد و در عرض ۵ دقیقه توانست به ارتفاع ۶۱۰ متری برسد. روز بعد این هواپیما از بروکلندز به دشت لافان پرواز کرد و توانست این مسافت ۲۸ کیلومتری را در ۲۰ دقیقه بپیماید. در همان روز این هواپیما توانایی خود را در برآورده کردن نیازهای ادارهٔ جنگ در زمینهٔ هواپیمای نظامی نشان داد و مسئولان را تحت تاثیر قرار داد به گونه‌ای که سفارش دو نمونهٔ دیگر از این هواپیما که رو آن را آورو ۵۰۰ نامید دریافت شد.

## خدمت
آورو ۵۰۰ موفقیت زودهنگامی را به دست آورد و چهار فروند دیگر از آن به علاوه پنج ورژن تک سرنشینهٔ آن (که آورو ۵۰۲ نامیده شد) سفارش داده شد. نمونه‌های دیگری ساخته شد. شش فروند برای بخش هوایی وزارت دریانوردی بریتانیا که یکی از آنها به دولت پرتغال داده شد. یک فروند هم آورو به عنوان نمونهٔ نمایشگاهی شرکت نگه داشت و یک فروند را هم لارنس هال برای خود خریداری کرد که با آغاز جنگ جهانی اول به وسیلهٔ ادارهٔ جنگ تصرف شد. پیش نمونهٔ نخست در تاریخ ۲۹ ژوئن ۱۹۱۳ در یک سانحه از بین رفت و دانشجوی خلبانی آن کشته شد. اورو ۵۰۰ در خلال سال‌های نخست جنگ به وسیلهٔ نیروهای مسلح بریتانیا بیشتر به عنوان هواپیمای آموزشی به کار گرفته می‌شد.